# Messe de Toulouse

Folio 1 du Ms 94 de la Bibliothèque de Toulouse.

La Messe de Toulouse est une messe polyphonique du 14e siècle, conservée dans un manuscrit de la bibliothèque municipale de Toulouse (qui porte la cote ms. 94). Avec la Messe de Notre Dame de Guillaume de Machaut et celles de Tournai, de Barcelone et de la Sorbonne, c'est l'un des premiers exemples d'une mise en musique polyphonique de l'ordinaire de la messe. 
Il est probable que cette messe ne soit pas l'œuvre d'une seule et même personne, mais qu'elle soit une compilation pensée pour être interprétée comme un tout. 
Les sections polyphoniques ont été inscrites dans les espaces vides d'un manuscrit liturgique (un missel) qui contient principalement des mélodies de plain-chant et des textes. Ainsi, le Kyrie polyphonique est copié dans les marges des folios 145v et 147r ; le Sanctus se trouve aux f. 225v-226v ; l'Agnus (tropé, avec le texte Rex immensae pietatis) au f. 226v ; et enfin, un motet destiné à être chanté pour l'envoi, titré "Super ite missa est" et commençant par les mots Laudemus Jesum Christum, au f. 147v. 
Le manuscrit ne contient pas de Gloria et de Credo polyphoniques. Néanmoins, le manuscrit contient une partie d'un Credo en marge du f.1r, identifiée comme la partie de teneur ("tenor") ; les autres voix sont manquantes. Cette partie apparaît également dans le Codex Ivrea et dans le Codex d'Apt, ainsi que dans la Messe de Barcelone. Il est aussi possible qu'il n'était pas supposé y avoir de Gloria et/ou de Credo dans cette messe, puisqu'en fonction du calendrier liturgique, certaines messes en plain-chant les omettent. 
La localisation actuelle du manuscrit à Toulouse ne veut pas forcément dire qu'elle a été composée à Toulouse.
Cette messe a été composée un peu après la Messe de Tournai, la plus ancienne messe polyphonique connue. Elle est à trois voix, avec une seule voix qui porte le texte, au contraire de la Messe de Tournai. Certaines des pièces semblent avoir été adaptées à partir de motets.
- Le Kyrie se trouve également dans le Codex Ivrea, et un trope dessus est dans le Codex d'Apt.
- Le Sanctus a une « contre-teneur » et un "cantus" dans la même tessiture et avec les mêmes formules rythmiques, ce qui indique qu'il s'agit d'un motet à trois voix dont l'un des textes a été enlevé.

## Enregistrements
- Schola Cantorum of the Church of St. Mary the Virgin, Charpentier, Messe pour le Samedy de Pasques ; Delalande ; Messe de Tournai ; Messe de Toulouse. Musical Heritage Society, 1979.
- Ensemble médiéval de Toulouse, La Messe de Barcelone / La Messe de Toulouse. Ariane, 1988.
- Ensemble Organum, Missa Gotica. ZigZag, 2009.